# 普什帕·拉尔·什雷斯塔
普什帕·拉尔·什雷斯塔（1924年—1978年7月22日）是尼泊尔共产党的创始人和第一任总书记，同时也是尼泊尔共产党 (普什帕·拉尔)的创始人。

## 生平
1924年，普斯巴·拉尔出生于今尼泊尔。
1949年，在他的中年生涯，他建立了尼泊尔共产党而且担任第一任总书记，并且扮演了一个重要的角色。
1960年，斯雷斯塔参加皇家政变，之后流亡印度，在印度从事共产主义运动。
1962年，第三届尼泊尔共产党党代会上，尼泊尔共产党分裂，他的盟友图尔西·拉尔·阿马蒂亚组建尼泊尔共产党 (阿马蒂亚)。
1968年，普斯巴·拉尔组建了一个奉行毛主义意识形态的政党尼泊尔共产党 (普什巴·拉尔)，他担任总书记一直到1978年去世。